# Claudia Souto
Claudia Souto é uma roteirista, autora e produtora brasileira.

## Biografia
No início dos anos 1990, Souto foi convidada por Cláudio Manoel para integrar a equipe do Casseta & Planeta, Urgente! na TV Globo, onde escrevia piadas para Bussunda. Também fez parte da equipe de Os Trapalhões.
Em meados da mesma década, formou, com os também roteiristas César Cardoso, Juca Filho, Emanuel Jacobina e Mauro Wilson o "Grupo Obrigado Esparro", lançando os livros Como Educar Seus Pais e Confusões de Aborrecente (sátira de Confissões de Adolescente). Com os parceiros, escreveu alguns episódios da primeira temporada de Sai de Baixo, em 1996.
Participou, ainda, de projetos como o infantil Bambuluá em 2000 e a série Carga Pesada em 2003. Foi também roteirista de Zorra Total, e criou e redigiu Os Caras de Pau.
Em 2007, passou a colaborar com Walcyr Carrasco, na novela Sete Pecados, e emendou Caras e Bocas (2009) e Morde & Assopra (2011). Em 2013, escreveu o humorístico Divertics, e também foi colaboradora de  Daniel Ortiz na novela Alto Astral (2014).
Em 2017, Claudia escreveu Pega Pega, sua primeira trama como autora principal, onde contou a história de quatro ladrões de um hotel do Rio de Janeiro. Em 2022, assinou a novela Cara e Coragem., onde abordou o universo dos dublês.

## Trabalhos
| Ano     | Título                      | Escalação        | Parceiros Titulares | Emissora |        |
| ------- | --------------------------- | ---------------- | ------------------- | -------- | ------ |
| 1992    | Casseta & Planeta, Urgente! | Roteirista       |                     | TV Globo | [ 4 ]  |
| 1993    | Os Trapalhões               | Roteirista       |                     | TV Globo | [ 4 ]  |
| 1993-97 | TV Colosso                  | Roteirista       |                     | TV Globo | [ 4 ]  |
| 1996    | Sai de Baixo                | Roteirista       |                     | TV Globo |        |
| 1996    | Angel Mix                   | Roteirista       |                     | TV Globo | [ 5 ]  |
| 1996    | Caça Talentos               | Roteirista       |                     | TV Globo |        |
| 1999    | Flora Encantada             | Roteirista       |                     | TV Globo | [ 6 ]  |
| 2000    | Bambuluá                    | Roteirista       |                     | TV Globo | [ 7 ]  |
| 2004    | Carga Pesada                | Roteirista       |                     | TV Globo | [ 8 ]  |
| 2004    | Estação Globo               | Roteirista       |                     | TV Globo | [ 9 ]  |
| 2006    | Os Caras de Pau             | Roteirista       | Márcio Trigo        | TV Globo | [ 5 ]  |
| 2007    | Sete Pecados                | Colaboradora     | Walcyr Carrasco     | TV Globo | [ 10 ] |
| 2009    | Caras e Bocas               | Colaboradora     | Walcyr Carrasco     | TV Globo | [ 11 ] |
| 2011    | Morde & Assopra             | Colaboradora     | Walcyr Carrasco     | TV Globo | [ 12 ] |
| 2013    | Divertics                   | Roteirista       |                     | TV Globo | [ 13 ] |
| 2014    | Alto Astral                 | Colaboradora     | Daniel Ortiz        | TV Globo | [ 14 ] |
| 2017    | Pega Pega                   | Autora principal |                     | TV Globo | [ 15 ] |
| 2022    | Cara e Coragem              | Autora principal | [ 16 ]              | TV Globo |        |
| 2024    | Volta por Cima              | Autora principal |                     | TV Globo | [ 17 ] |